# 스코틀랜드부 장관

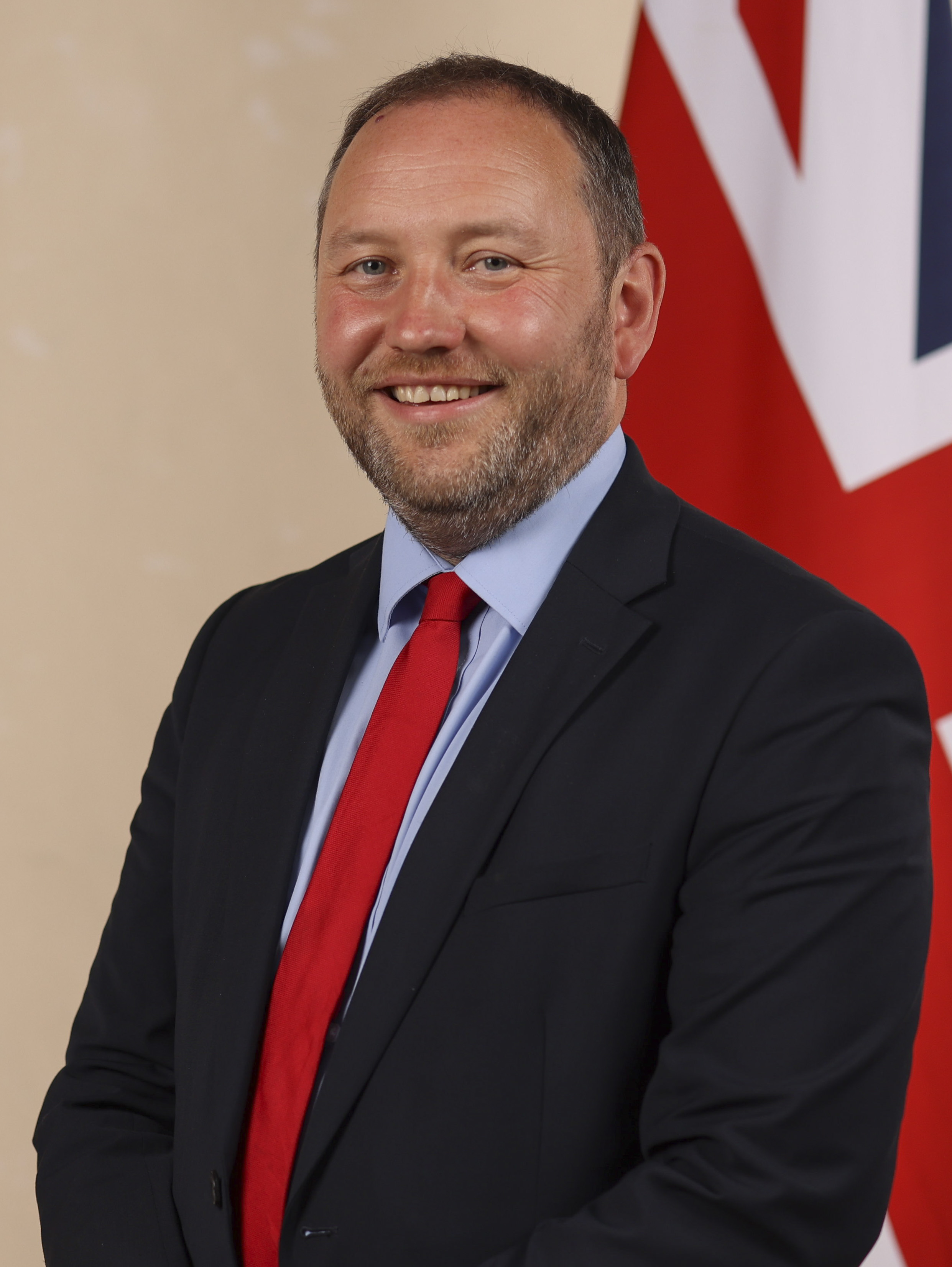
현직 스코틀랜드부 장관 이안 머레이
(2024년 7월 5일 취임)

스코틀랜드부 장관(영어: Secretary of State for Scotland, 스코틀랜드 게일어: Rùnaire Stàite na h-Alba, 스코트어: Secretar o State fir Scotland)은 스코틀랜드를 책임지는 국무대신이다. 1707년 연합법으로 인해 직위가 창설되었다.
현임중인 국무대신은 이안 머레이이며, 2024년부터 재임 중이다.

## 같이 보기
- 북아일랜드부 장관
- 웨일스부 장관